# パリアーノ
パリアーノ（伊: Paliano）は、イタリア共和国ラツィオ州フロジノーネ県にある、人口約7,900人の基礎自治体（コムーネ）。

## 地理

### 位置・広がり

#### 隣接コムーネ
隣接するコムーネは以下の通り。括弧内のRMはローマ県所属を示す。
- アナーニ
- コッレフェッロ (RM)
- ガヴィニャーノ (RM)
- ジェナッツァーノ (RM)
- オレーヴァノ・ロマーノ (RM)
- ピーリオ
- セーニ (RM)
- セッローネ

### 気候分類・地震分類
パリアーノにおけるイタリアの気候分類 (it) および度日は、zona D, 1984 GGである。
また、イタリアの地震リスク階級 (it) では、zona 2B (sismicità media) に分類される。

## 行政

### 分離集落
パリアーノには、以下の分離集落（フラツィオーネ）がある。
- Cappuccini, Castellaccio, Jo Colle, Martinaccio, Mole, Poggio Romano-Palianese sud, San Procolo-Cimate, Santa Maria Pugliano, Sant'Andrea, Sant'Anna, Terrignano